# Love & Promises
《Love & Promises》是香港歌手黎明的迷你專輯，全碟由雷頌德監製，專輯於2004年12月19日由唱片公司A Music首次發行，其後於2005年1月21日推出情人節特別版，隨碟附送純銀頸鏈。

## 製作概念
《Love & Promises》是隨市場反應而推出的專輯，唱片公司指黎明當時的流動電話廣告播出後，觀眾對有關的廣告歌曲反應良好，廣告商因此斥資推出這張專輯。這張專輯的封面照以簡單為主，黎明身穿毛衣及配戴頸巾，營造聖誕節氣氛，專輯除了收錄5首歌曲外，亦收錄了2首純音樂及2首廣告歌曲的音樂短片，隨碟附送黎明廣告年曆。黎明當時正在天山演出電影，需要多次往返香港進行唱片灌錄工作，在兩週內把唱片錄好。。

## 曲目列表
| Visual   | Visual               | Visual |
| 曲序     | 曲目                 | 时长   |
| -------- | -------------------- | ------ |
| 1.       | Computer Data        | 0:00   |
| 2.       | 一言為定（MV）       | 3:22   |
| 3.       | 為了對你更想念（MV） | 2:59   |
| 总时长： | 总时长：             | 6:21   |

| Audio    | Audio                | Audio    | Audio    | Audio    | Audio    | Audio              | Audio |
| 曲序     | 曲目                 |          | 作曲     | 编曲     | 製作人   | 备注               | 时长  |
| -------- | -------------------- | -------- | -------- | -------- | -------- | ------------------ | ----- |
| 4.       | Love（Interlude）    |          | 陳輝陽   | 陳輝陽   | 陳輝陽   |                    | 1:29  |
| 5.       | 一言為定             | 黃偉文   | 陳輝陽   | 陳輝陽   | 陳輝陽   |                    | 3:23  |
| 6.       | 情歸於盡             | 黃偉文   | 雷頌德   | 雷頌德   | 雷頌德   |                    | 3:27  |
| 7.       | 為了對你更想念       | 黃偉文   | 雷頌德   | 雷頌德   | 雷頌德   |                    | 2:57  |
| 8.       | 愛瘋了               | 黃偉文   | 雷頌德   | 雷頌德   | 雷頌德   |                    | 5:02  |
| 9.       | 愛的承諾（國語）     | L.L.     | 陳輝陽   | 陳輝陽   | 陳輝陽   | 《一言為定》國語版 | 3:23  |
| 10.      | Promise（Interlude） |          | 雷頌德   | 雷頌德   |          |                    | 0:51  |
| 总时长： | 总时长：             | 总时长： | 总时长： | 总时长： | 总时长： | 总时长：           | 20:31 |

## 幕後製作人員
以下是《Love & Promises》的幕後製作人員名單：
- 鍵琴：雷頌德（曲目6,7）
- 結他：黃仲賢（曲目6,7）
- 樂器：雷頌德（曲目8）
- 音色伴奏：雷頌德（曲目6,7）
- 和音：衛蘭（曲目7,8）、側田（曲目7,8）、陳嘉露（曲目8）
- 混音：袁家揚（曲目5,9）、Tatsuhito Naruse
- 錄音：陳西敏、Tatsuhito Naruse
- 美術指導、平面設計：Tat、Colon
- 攝影：張文華
- 執行製作人：王凱文
- 經理人公司：百仕活娛樂事業有限公司

## 流行榜成績
以下是《Love & Promises》的派台歌曲名單，以及其歌曲在香港四大電子媒體音樂流行榜的最高位置。
| 派台歌曲／流行榜 | 903專業推介 | 中文歌曲龍虎榜 | 新城電台勁爆本地榜 | 勁歌金榜 | 參考                        |
| ---------------- | ----------- | -------------- | ------------------ | -------- | --------------------------- |
| 〈一言為定〉     | 亞軍        | 冠軍           | 冠軍               | 冠軍     | [ 6 ] [ 7 ] [ 8 ] [ 9 ]     |
| 〈情歸於盡〉     | 第7位       | 第8位          | 季軍               | 季軍     | [ 10 ] [ 11 ] [ 12 ] [ 13 ] |
| 〈愛瘋了〉       | 第14位      | 未能上榜       | 第12位             | 未能上榜 | [ 14 ] [ 15 ]               |

## 獎項
以下是收錄於《Love & Promises》專輯的歌曲獲頒發的獎項：
- 亞洲電視2004年度十大電視廣告頒獎典禮——最受歡迎電視廣告歌曲大獎〈一言為定〉[16]